# Salcia, Brăila
Salcia este un sat în comuna Frecăței din județul Brăila, Muntenia, România.